# Softwareeinführung
Softwareeinführung (auch Software-Rollout) ist der projektartige Vorgang der Etablierung einer Software in größeren Organisationen (z. B.  Unternehmen oder Öffentliche Verwaltung). Dazu gehören die Schritte Softwareverteilung, Installation, Konfiguration, Erfassung von Daten, Einrichtung der IT-Betriebsorganisation (Operating), die Schulung von Mitarbeitern, sowie die Umstellung firmeninterner Prozesse. Soll die Software ein Altsystem ablösen, so kann zudem eine Datenmigration und ein Abschalten des Altsystems hinzukommen. Bei Standardsoftware kann das Customizing in das gesamte Softwareeinführungsprojekt eingebettet sein, bei Individualsoftware ist die Softwareeinführung der Schritt nach der Softwareentwicklung.
Prinzipiell gibt es zwei Strategien zur Einführung von Software: Der Big Bang und die iterative Einführung.

## Big Bang
Die neue Software wird vollständig implementiert und zu einem einzigen, klar definierten Zeitpunkt (üblicherweise zu Zeiten, an denen die Nichtverfügbarkeit eines Systems weitgehend unkritisch ist, beispielsweise an einem Wochenende oder Jahreswechsel) in Betrieb genommen, so dass sie anschließend vollständig verfügbar sind. Zur Risikominimierung erfordert diese Art der Softwareeinführung umfangreiche Planungen und Vorbereitungen im Vorfeld (umfangreicher Softwaretest, Schulung der Administratoren, des Operatings und der Endbenutzer). Für den Fall, dass kurzfristig nicht behebbare oder unvorhergesehene Fehlersituationen auftreten, sollte ein Rollback geplant werden.
Ein Risiko dieser Strategie ist, dass die Software nie oder mit großer Verspätung fertig implementiert und eingesetzt wird (etwa, weil sich die Anforderungen an die Software häufig und kurzfristig ändern, so dass ständig nachgebessert werden muss). Darüber hinaus lassen sich technische Schwierigkeiten (Lastsituationen, Performance) im Vorfeld oftmals nur schlecht abschätzen, wodurch sich oftmals erst nach Inbetriebnahme zeigt, ob die Lösung tatsächlich für den produktiven Betrieb geeignet ist.

## Iterative Einführung
Dem Big Bang gegenüber steht eine iterative Einführung eines neuen Systems, also die Einführung in mehreren, kleineren Schritten. Im Vorfeld sind kleinere Bestandteile sowie die Abhängigkeiten zwischen diesen zu identifizieren und zu analysieren. Beides ist bei der iterativen Einführung entsprechend zu berücksichtigen (so kann beispielsweise eine Webanwendung nicht installiert werden, bevor der dafür benötigte Web- oder Application-Server nicht installiert ist).
Durch den iterativen Ansatz sollen Risiken durch einen möglichen Ausfall des gesamten Systems reduziert werden. Weiterhin gibt es den Benutzern der Software die Möglichkeit, frühzeitig Erfahrungen mit Teilen des Systems zu sammeln, die wiederum bei der Entwicklung und Einführung der nächsten Teile berücksichtigt werden können. Oftmals wird man allerdings über einen längeren Zeitraum mit unvollständigen Zwischenlösungen leben müssen. Gibt es ein Altsystem, in dem Daten eingegeben werden, dann ist eine iterative Einführung schwierig. Unter Umständen sind die Mitarbeiter in der Übergangszeit gezwungen, mit zwei Systemen zu arbeiten.
Ein nicht zu unterschätzendes Risiko bei der iterativen Einführung eines neuen Systems sind firmenpolitische Veränderungen während der Entwicklung: Projekte werden aus Kostengründen gestoppt/verkleinert, eine Firmenumstrukturierung erfordern neue Planungen, die Firmenleitung setzt neue Schwerpunkte. Diese kann dazu führen, dass das Gesamtsystem in seiner ursprünglichen Planung niemals vollständig eingeführt wird und somit als Ganzes nur stark eingeschränkt verwendbar oder schlimmstenfalls unbrauchbar ist.